# Juizado Especial Cível
Os Juizados Especiais Cíveis (JECs) são órgãos da Justiça Comum Estadual, integrantes do Poder Judiciário, destinados a promover a conciliação, o processo, o julgamento e a execução das causas consideradas de menor complexidade pela legislação.
São órgãos judiciais de primeira instância, que foram criados pela Lei nº 9.099/95 e, tem como principal objetivo analisar e julgar ações que não superem o valor de 40 salários mínimos.

## História
Previstos nas Constituições Republicanas desde a de 1934, os Juizados de Pequenas Causas, antecessores dos Juizados Especiais, têm como pioneiro o Juizado Especial de Pequenas Causas da Comarca de Rio Grande, instalado em 23 de julho de 1982. Diante da aceitabilidade da experiência, foram estabelecidos os Juizados Especiais de Pequenas Causas a nível nacional, pela Lei 7.244 de 7 de novembro de 1984, que possuíam competência apenas para as causas cíveis de valor não superior a 20 salários-mínimos. O seu objetivo era promover o acesso à Justiça daquelas causas tidas como de menor impacto e, por isso, esquecidas.
Com a Constituição Federal de 1988, os Juizados Especiais passaram a ter previsão constitucional. Foi com essa previsão que surgiram os Juizados Especiais Criminais e os Juizados Especiais Cíveis ganharam a atual dimensão. Enquanto que os juizados cíveis promoviam a celeridade dos procedimentos comuns, os juizados especiais criminais buscavam formalizar e punir as pequenas infrações, desprezadas pela falta de estrutura estatal.

O comando constitucional foi cumprido com a edição da Lei 9.099/95. Posteriormente, a vigência do Código de Processo Civil de 2015 trouxe novos debates jurídicos quanto à sua aplicação nos JECs. A principal alteração foi supressão do cabimento dos embargos de declaração para a resolução de dúvidas. Ainda não há posicionamento pacífico quanto à contagem dos prazos processuais, havendo entendimentos de que são aplicáveis aos JECs e outros contrários.

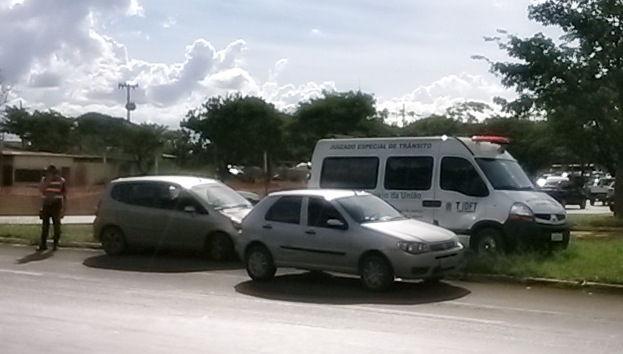
Juizado Especial Itinerante do Trânsito de Brasília, vinculado ao TJDFT

## Competência
A competência dos Juizados Especiais Cíveis é definida pelo valor da causa e pela matéria.
Quanto ao valor da causa, as ações dos JECs se limitam a 40 salários-mínimos. Este valor engloba todos os pedidos, que devem ser certos e determinados, inclusive aqueles que versam de indenização por danos morais.
Quanto à matéria, as ações dos JECs não podem englobar causas de natureza natureza alimentar, falimentar, relativas a acidentes de trabalho, resíduos ou capacidade das pessoas. Tampouco podem ser objeto da demanda . Também estão excluídas as causas de competência dos outros juizados especiais, como aquelas que se voltam contra os entes públicos (de competência dos Juizados Especiais Federais e dos Juizados Especiais da Fazenda Pública) ou de natureza criminal (de competência dos Juizados Especiais Criminais). Trata-se, quanto ao aspecto material, de regramento eminentemente negativo - que exclui as hipóteses, salvando-se o resido. Já as causas do antigo rito sumário do Código de Processo Civil de 1973, bem como as ações de despejo para uso próprio e as ações possessórias sobre bens imóveis cujo valor não exceda 40 salários-mínimos, podem ser ajuizados sem o limite do valor da causa, constituindo exceção àquela regra.
Territorialmente, a competência dos JECs é definida pelo domicílio do réu ou onde este desenvolva suas atividades, incluindo suas filiais, escritório e sucursal, pelo lugar onde a obrigação deva ser satisfeita, ou, se a ação é proposta para reparar dano, o domicílio do autor ou do local do ato ou fato. Ao contrário de outros procedimentos cíveis, como o procedimento comum, nos JECs o ajuizamento da ação em juízo territorialmente incompetente resulta na extinção sem resolução do mérito da causa. Ainda é possível ajuizar-se a ação novamente, caso não houve perda do prazo prescricional. Entretanto, não haverá a declinação de competência, com remessa do processo para o foro que o juízo entender competente.

## Procedimento sumaríssimo
O rito adotado pelo Juizado Especial Cível é denominado procedimento sumaríssimo. Caracterizado pela celeridade, é marcado pela informalidade e supressão de recursos, além da sua vocação para a conciliação.
Há a possibilidade de postulação pela própria parte, em causas de até 20 salários-mínimos. Isto significa que não existe a obrigatoriedade da contratação de advogado ou assistência de um defensor público para o ajuizamento de ações até esse limite.
As partes que podem utilizar do procedimento sumaríssimo, enquanto legitimados ativos, isto é, como autores de uma ação judicial, são:
- Pessoas naturais capazes, exceto enquanto cessionários de direito de pessoa jurídica;
- Condomínio edilício;
- Sociedades empresariais inscritas como microempresas ou empresas de pequeno porte;
- Organizações de Sociedade Civil de Interesse Público;
- Sociedades de crédito ao micro-empreendedor.

Não é permitida a intervenção de terceiros, porém admite-se o litisconsórcio. Portanto, é possível uma pluralidade de partes ajuizarem uma ação contra outra pluralidade. Há possibilidade de intervenção normal do Ministério Público.
Distribuída a demanda, é designada audiência de conciliação. Prévia à audiência de instrução e julgamento, o objetivo da conciliação é a formação de uma transação, renúncia ou reconhecimento do pedido, a ser tratada pelas próprias partes sem necessidade de intervenção judicial. É possível que o conciliador não seja um profissional do Direito. Feita a conciliação, o juiz poderá ou não a homologar, avaliando sua validade formal. Não cabe recurso em relação a sentença que homologa a conciliação ou juízo arbitral.

### Fase de conhecimento
No entanto, se não houver acordo, é marcada uma segunda sessão - a audiência de instrução e julgamento, presidida por um juiz leigo ou juiz togado, o qual busca uma nova tentativa de conciliação.
Não havendo sucesso na conciliação, se permite a parte ré apresentar sua defesa e provas pré-constituídas. Pode a ré, em sua contestação, apresentar pedidos contrapostos vinculados ao pedido inicial, nos limites da competência dos JECs. Após, é dada a parte autora oportunidade para se manifestar sobre as preliminares, que tratam de nulidades do processo, e pedidos contrapostos. Passa-se a formação das provas orais, como o depoimento das partes e das testemunhas. Encerra-se, nesta ato, a fase instrutória. Pode o magistrado togado proferir sentença na mesa de audiência ou posteriormente, no prazo impróprio de 10 dias.
A sentença do procedimento sumaríssimo dispensa o relatório, que é a parte introdutória em que o juiz revisa todo o processo. Deve o magistrado analisar a prova e decidir os pedidos da parte autora e da parte ré, sob pena de nulidade da sua decisão. Nesta sentença, o juiz não condena o perdedor a arcar com o ônus da sucumbência, como o pagamento de custas e honorários advocatícios sucumbenciais da parte vencedora.

### Sistema recursal
São recorríveis no JECs as sentenças e os acórdãos. Não há possibilidade de impugnação, dentro do mesmo processo, de decisão interlocutória, que é aquela que não encerra a fase processual.
Os recursos cabíveis nos JECs são: recurso inominado, embargos de declaração e recurso extraordinário.
A sentença desafia recurso. Há divergência doutrinária quanto a terminologia a ser empregada ao nomear o recurso que desafia a sentença do Juizado Especial Cível. A terminologia recurso inominado tem sido predominantemente utilizado pela comunidade forense. Felippe Rocha, aderindo Maurício Antônio Ribeira Lopes e Alexandre Câmara, argumenta que o recurso que desafia a sentença deveria ser chamado de apelação, como ocorre com o recurso que desafia a sentença do Juizados Especiais Criminais.
Este recurso requer preparo, assistência técnica e tem prazo de interposição de 10 dias. Preparo consiste no pagamento das custas do processo e de interposição do recurso. Este preparo pode ter sua exigibilidade suspensa em caso de deferimento da gratuidade judiciária. A assistência técnica é a realização da interposição com as razões recursais através de advogado ou defensor público.
O recurso é julgado por uma Turma Recursal, composta por juízes do primeiro grau, que proferem acórdão em sessão pública de julgamento. Nesta oportunidade, há possibilidade de condenação da parte perdedora ao pagamento de custas e honorários advocatícios, se esta foi a recorrente.
Os embargos de declaração, por sua vez, podem ser opostos contra qualquer decisão judicial, buscando sanar obscuridade, ambiguidade ou omissão. O prazo de oposição dos embargos é de 5 dias e interrompe o prazo para a interposição de outros recursos. Portanto, a contagem recomeça após o seu julgamento.
Já o acórdão da Turma Recursal somente é desafiado extraordinariamente pelo recurso extraordinário, por falta de previsão constitucional de cabimento do recurso especial. O recurso extraordinário (RE) é julgado pelo Supremo Tribunal Federal, em caso de discussões de constitucionalidade da decisão. O prazo de interposição do RE é de 15 dias.
Ocorrendo o trânsito em julgado, os autos do processo retornam ao juízo de origem no primeiro grau, para que seja cumprida a sentença.

### Cumprimento de sentença
A fase de cumprimento de sentença se dá quando não há o espontâneo atendimento, por parte da parte vencida, da decisão judicial, seja ela uma sentença ou acórdão. Esta fase ainda é marcada pela gratuidade. Opera-se da mesma forma que a execução no procedimento comum, com exceção de que os embargos, a defesa da executada (a parte perdedora), só podem ser oferecidos para contestar a falta ou nulidade de processo que correu à sua revelia, manifesto excesso de execução, erro de cálculo, ou causa posterior à decisão que impeça, modifica ou extingua os efeitos da obrigação.

## Execução de título extrajudicial
A execução de título extrajudicial é cabível no limite de 40 salários-mínimos. Munido de um título extrajudicial, deve o interessado apontar o valor que pretende executar. Imediatamente se cumpre a penhora e, em seguida, é designada audiência de conciliação para firmar-se um acordo ou, pela parte executada, oferecer embargos. Estes embargos são os mesmos do cumprimento de sentença.